# 牡丹江省 (解放区)
牡丹江省位於今日的黑龍江省東南部，為中國共產黨政权在東北所成立的省。省會為牡丹江市，存在于1947年8月18日至1948年7月9日。

## 行政沿革
1945年抗日戰爭結束後，苏联解放东北。1945年11月上旬，中共中央东北局派李荆璞、谭文邦、张静之等建立了东北人民自治军牡丹江地区司令部，李荆璞任司令员，金光侠任政委。同时接收牡丹江市政府，李荆璞兼市长。1945年12月8日，李大章等二十一人到达牡丹江市，建立了中共牡丹江地委，李大章任书记。12月31日，东北局决定牡丹江地委从松江省工委转隶北满分局直接领导。
1946年4月10日，綏寧省首屆臨時參議會決定，創建綏寧省，省委书记李大章兼省军区政委，张静之任省政府副主席代理主席。以牡丹江市為綏寧省省會。边伯明任牡丹江市市长，刘路明接替调炮兵学校任组织科长的张英为省保安处兼保安团政委，主要负责镇压反革命和处理敌伪宪特工作，高英任副团长、李健任政治处主任，这个团当时有一千多人，后来都补充到前方主力部队。1946年10月17日，绥宁省改为东北行政委员会直属牡丹江专区，张静之任专区专员。
1947年8月18日，东北行政委员会决定，将牡丹江专区与合江省东安专区合并设置牡丹江省。1947年8月，根据东北局的决定，撤销了中共牡丹江地委，成立了中共牡江省委，隶属于东北局领导。何伟任中共牡丹江省委书记。10月1日，牡丹江省政府正式成立。张静之任省政府副主席代理主席。驻地为牡丹江市。管轄牡丹江、東安2市和寧安、鏡泊、新海、五林、穆棱、東寧、綏陽、林口、雞寧、密山、虎林、寶清、饒河、永安14縣。
1948年7月9日，东北行政委员会决定，撤销牡丹江省建制，将牡丹江市和寧安、鏡泊、新海、五林、東寧、綏陽、穆棱等七个县划归松江省管辖；将密山、虎林、雞寧、林口、寶清、饒河等六个县划归合江省管辖。東安市裁撤併入密山縣。